# 바빌론 5

바빌론 5(Babylon 5)는 J. 마이클 스트러진스키가 각본 · 총 감독을 맡은 SF 드라마이다. 미국에서 1993년 2월 22일부터 1998년 11월 25일까지 총 5시즌과 속편인 미니시리즈 한편으로 방송되었다.

## 출연

### 정규 출연
- 마이클 오헤어
- 브루스 복스라이트너
- 클로디아 크리스천
- 제리 도일
- 미라 푸를란
- 리처드 비그스
- 앤드리아 톰프슨
- 스티븐 퍼스트
- 빌 무미
- 트레이시 스코긴스
- 줄리 케이틀린 브라운
- 로버트 러슬러
- 제프 코너웨이
- 퍼트리샤 톨먼
- 안드레아스 카츨라스
- 피터 주러식

### 게스트
- 팀 초에트
- 로버트 폭스워스
- 멀리사 길버트
- 월터 케이니그
- 리 맥클로스키
- 마저리 모나한
- 줄리아 닉슨
- 옴부즈맨
- 존 셕
- 존 빅커리
- 에프렘 짐발리스트 주니어